# 弗朗齐歇克·卡贝莱 (1973年)
弗朗齐歇克·卡贝莱（捷克語：František Kaberle，1973年11月8日—），捷克男子冰球运动员。他曾代表捷克国家队参加2006年冬季奥林匹克运动会冰球比赛，获得一枚铜牌。

## 家庭
父亲老弗朗齐歇克·卡贝莱。弟弟托马什·卡贝莱。